# Straßenbahn Sankt Petersburg
Die Straßenbahn Sankt Petersburg (russisch Санкт-Петербургский трамвай/ Sankt-Peterburgskij Tramwaj) ist ein Straßenbahnbetrieb in der russischen Stadt Sankt Petersburg. Noch 2002 hatte die Stadt mit einer Streckenlänge von 285 Kilometern und einer Linienlänge von rund 600 Kilometern das längste Straßenbahnnetz der Welt. Mittlerweile ist das Netz durch Streckenstilllegungen nur noch das viertlängste.

## Geschichte
Die Geschichte der Straßenbahn begann am 27. August 1863 mit der Eröffnung der ersten Pferdebahn durch die französische Gesellschaft Première Compagnie des tramways à Petersbourg. Die erste Strecke verlief vom Admiralitejskaja-Platz über den Newski-Prospekt zum heutigen Moskauer Bahnhof. Sie wurde mit der russischen Breitspur von 1524 mm gebaut und war 4,3 Kilometer lang. Bereits im nächsten Jahr folgten zwei weitere Strecken mit einer Länge von je 3,5 Kilometern. Mit der Gründung der Zweiten Aktiengesellschaft der Pferdebahnen in Sankt Petersburg im Jahr 1874 begann der erste Boomphase der Bahnen in der Stadt. 1877 verkehrten bereits 27 Linien auf insgesamt 90,7 Kilometern Strecke. 1899 betrug die Streckenlänge 131,3 Kilometer.

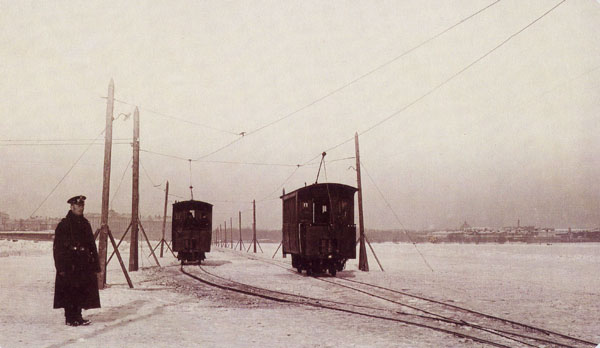
Früher wurden Linien auch über die gefrorene Newa geführt

Im Jahr 1878 kam ein drittes Unternehmen hinzu. Die Newskaja Vorortpferdebahn nahm ihren Betrieb vom Moskauer Bahnhof in den heutigen Stadtteil Rybazkoje auf. Sie wurde 1902 von der Stadtverwaltung übernommen. Im September 1880 betrieb der Erfinder Fjodor Pirozki mit einem umgebauten Pferdebahnwagen auf einer präparierten Teilstrecke einer Petersburger Pferdebahn knapp einen Monat lang den ersten elektrischen Straßenbahndienst der Welt. Dann musste der Artillerieoffizier den Betrieb, der sein Hobby war, aus Geldmangel wieder einstellen. Der nächste elektrische Bahnbetrieb wurde ab den Jahren 1895 und 1896 von der Finnischen Gesellschaft für Schifffahrt durchgeführt, allerdings nicht auf dem Land. Die Gesellschaft verlegte in den Wintermonaten Gleise auf der zugefrorenen Newa. Sie umging mit ihren drei Linien das Monopol der Zweiten Aktiengesellschaft der Pferdebahnen in Sankt Petersburg. Mit dem Neubau einer Brücke endete dieser Betrieb 1910. Erst am 29. September 1907 ging die erste dauerhafte und stadteigene elektrische Bahn in Petersburg in Betrieb. Ab 1915 begann man, die Pferdebahnstrecken zu elektrifizieren. Der Erste Weltkrieg und die damit verbundenen Engpässe in der Futterversorgung beendeten schließlich den Pferdebahnbetrieb in Sankt Petersburg. Auch die beiden Dampfstraßenbahnstrecken aus dem Jahr 1881 und 1887 wurden ab 1918 elektrifiziert. Diese Umstellung fand am 26. August 1922 ihren Abschluss.
Ab 1923 verkehrten die Züge nach einem festen Fahrplan. Bis 1941 wuchs das Netz weiter und erreichte eine Länge von rund 700 Kilometern. Mit dem Beginn der Blockade durch die deutsche Wehrmacht im Zweiten Weltkrieg begann für die Bahngesellschaft eine schwere Zeit. Bis zum Ende hatte die Bahn 500 Kilometer Oberleitung und 150 Fahrzeuge verloren. Weitere 1065 Wagen waren teilweise stark beschädigt.
Nach dem Krieg begannen die Reparaturen am Netz und an den Fahrzeugen. Bis 1947 war das Netz wieder vollständig hergestellt. In den folgenden Jahren wuchs es weiter. Bis 1986 hatte das Netz mit einer Linienlänge von 1022 Kilometern seine größte Ausdehnung erreicht. Zu diesem Zeitpunkt verkehrten fast 2200 Fahrzeuge. Mit der Perestrojka begann auch der Niedergang der Straßenbahn. Bis 1997 schrumpfte das Netz um fast 400 Kilometer. In diesem Jahr wurde auch die erste Linie aus dem Jahr 1863 nach mehr als 130 Jahren Betrieb eingestellt.

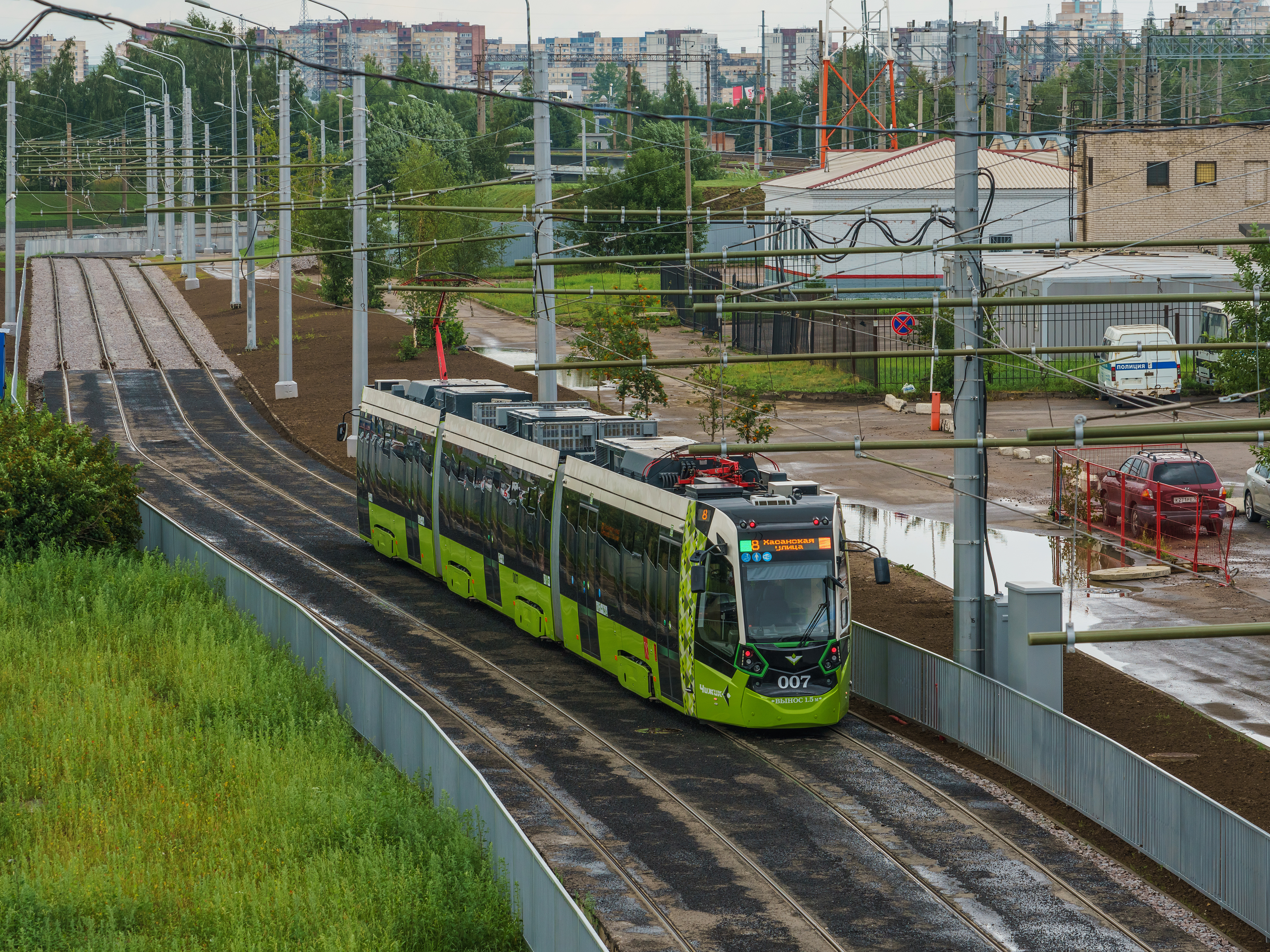
Ein Stadler-Metelitsa-Triebwagen der neuen Linie 8 in der Nähe des Ladoga-Bahnhofs, 2018

## Heutiger Zustand
Die Gleise und sonstigen Bahnanlagen sind vielerorts verschlissen. So kommen beispielsweise bis zu mehrere Zentimeter breite Schienenstöße vor, weshalb die Fahrgeschwindigkeit der Züge gering ist. Unter dem Vorwand, dass die Straßenbahn deshalb große Staus auf den Straßen verursachen würde, wurden Straßenbahnlinien stillgelegt und -strecken abgebaut sowie die in der Nähe vom Stadtzentrum (auf sehr teuer gewordenen Grundstücken) liegenden Depots abgerissen, um an deren Stelle neue Bürohäuser zu bauen, anstatt in die Unterhaltung von Anlagen und Fahrzeugen zu investieren.
Ende 2012 gelangten die ersten zwei Zweirichtungswagen des Typs 71-631 nach Sankt Petersburg, mit denen das Vorhalten von Wendeschleifen mit fallweisem Umfahren ganzer Viertel an allen Endstellen zukünftig nicht mehr erforderlich ist. Die Gelenkwagen wurden zuvor mehrere Monate in Slatoust erprobt.
Am 7. März 2018 wurde der erste Abschnitt von 4,2 Kilometern der neuen Linie 8 als erste von einem privaten Konsortium betriebene Linie eröffnet. Die Strecke führt von der Station Ladoschskaja der Metrolinie 4 zur Chassanskaja Uliza. Stadler liefert insgesamt 23 Zweirichtungswagen. Der nächste Abschnitt von 1,6  Kilometern Länge ging im Sommer 2018 in Betrieb.
Eine zweite, privat betriebene Strecke soll von der Station Kuptschino der Metrolinie 2 nach Schuschary und Slawjanka führen.

## Tarif
Der Fahrpreis beträgt 40 Rubel, umgerechnet ca. 60 Cent (Stand Juni 2017).
In jedem Straßenbahnzug fährt ein Fahrkartenverkäufer mit. Einzelfahrten berechtigen nicht zum Umsteigen. Beim Einsteigen ist erneut ein Fahrschein zu lösen.

## Fahrzeuge
- Bis zur Insolvenz des »Petersburger Straßenbahn-mechanischen Werks« im Jahre 2013 wurden größtenteils Fahrzeuge dieses Herstellers eingesetzt.
- Inzwischen werden auch Fahrzeuge anderer Hersteller sowie in eigener Werkstatt modernisierte Fahrzeuge eingesetzt.[4]
- Das »Museum des elektrischen Stadtverkehrs« mit historischen Fahrzeugen aus der Stadt befindet sich seit 1967 auf der Wassiljewski-Insel, Sredny Prospekt 77, in einem alten Straßenbahndepot aus den Jahren 1906 bis 1908. Es ist das älteste Museum für elektrischen Nahverkehr in Russland. Die Sammlung umfasst 45 Straßenbahnwagen und 18 Obusse sowie viele Modelle, Gemälde, historische Uniformen, Fahrscheine, und andere historische Dokumente und Fotos.